# The Range
The Range är en ort i Australien. Den ligger i kommunen Alexandrina och delstaten South Australia, omkring 35 kilometer söder om delstatshuvudstaden Adelaide. Antalet invånare är 220.
Närmaste större samhälle är Morphett Vale, omkring 16 kilometer nordväst om The Range. 
Trakten runt The Range består till största delen av jordbruksmark. Runt The Range är det ganska glesbefolkat, med 50 invånare per kvadratkilometer. Genomsnittlig årsnederbörd är 729 millimeter. Den regnigaste månaden är juni, med i genomsnitt 133 mm nederbörd, och den torraste är december, med 21 mm nederbörd.